# Wolfgang Streeck
Wolfgang Streeck (Lengerich, 27 ottobre 1946) è un sociologo ed economista tedesco e direttore emerito dell'Istituto Max Planck per lo studio delle società a Colonia.

## Biografia
Streeck è nato "appena fuori Münster", il figlio di rifugiati tedeschi provenienti dall'Europa orientale sfollati entro la fine della seconda guerra mondiale. Sua madre era una tedesca dei Sudeti della Cecoslovacchia.
Streeck ha studiato sociologia all'Università Goethe di Francoforte, formandosi nel contesto dell'omonima scuola marxista, e ha proseguito gli studi universitari nella stessa disciplina alla Columbia University tra il 1972 e il 1974.
Nel 1974 divenne professore assistente in sociologia all'Università di Münster e nel 1986 terminò la sua abilitazione in sociologia all'Università di Bielefeld. Tra il 1988 e il 1995 ha lavorato come professore di sociologia e relazioni industriali presso l'Università del Wisconsin-Madison, tornando in Germania nel 1995 per ricoprire la carica di direttore dell'Istituto Max Planck per lo studio delle società e lavorando come professore di sociologia all'Università di Colonia. Si è ritirato dalla sua direzione nel 2014, diventando direttore emerito.
La ricerca di Streeck si concentra sull'analisi dell'economia politica del capitalismo, in cui propone di assumere un approccio dialettico all'analisi istituzionale in contrasto con le varietà più rigide del capitalismo. Ha scritto molto sull'economia politica della Germania e più recentemente si è occupato di dibattiti sulla politica dell'austerità, l'ascesa di ciò che definisce lo stato del debito come conseguenza della rivoluzione neoliberale degli anni '80 e del futuro dell'Unione europea. In Italia il suo libro più noto è Tempo guadagnato.
Nel 2014 Streeck ha scritto un articolo per la New Left Review in cui postula come il capitalismo potrebbe giungere al termine, discutendo di diversi fattori che rendono probabile tale evento. Streeck afferma che poiché il capitalismo contemporaneo è afflitto da cinque disordini - crescita in declino, oligarchia, inedia della sfera pubblica, corruzione e anarchia internazionale - per i quali al momento non esiste alcuna agenzia politica per affrontarli, esso continuerà a regredire e atrofizzarsi finché, a un certo punto, potrebbe arrivare alla propria fine. Ha approfondito questo tema in un libro del 2016 How Will Capitalism End?.
Streeck e sua moglie vivono in una parte del cortile di un castello a Brühl, una piccola città vicino a Colonia.